# أيمن بوتوتائو
أيمن بوتوتائو (مواليد 18 فبراير 2001) هو لاعب كرة قدم محترف، يلعب كلاعب وسط في نادي فالنسيان.

## المسيرة
خاض أيمن بوتوتائو أول مباراة احترافية له في 13 ديسمبر 2019، في مباراة فاز بها فريقه 1-0 على باريس إف سي في الدوري الفرنسي الدرجة الثانية. ووقع أول عقد احترافي له مع النادي في 10 فبراير 2020 حتى يونيو 2023.

## المسيرة الدولية
وُلِد أيمن بوتوتائو في فرنسا لأب جزائري وأم مغربية. استُدعي في مايو 2022 إلى منتخب الجزائر تحت 23 سنة لكرة القدم لمباريات ودية.